# Бозон Старший
Бозон Старший (Стародавній) (фр. Boson l'Ancien; бл. 800 — бл. 855) — граф Валуа, граф Верчеллі. Засновник династії Бозонідів.

## Життєпис
Про походження його відомо замало, за різними відомостями належав до знаті з Північної Італії або Септиманії. Також, можливо, був сином якогось Теобальда з Бургундії.
Народився близько 800 року. На думку Рене Пупардена, саме цей Бозон згадується в 826 році як граф Верчеллі, який зустрічав імператора Людовика I в своїх володіннях.
У 827 році він згаданий як імператорський посланник або представник (missus) в Турині, який втручався у внутрішні справи ченців в абатстві Новалез. 840 року згадується як граф Валуа. В подальшому напевне також отримав якусь посаду в Провансі, висловлюється припущення, що міг бути графом В'єнна. Помер близько 855 року.

## Родина
- Бозон (820/825—874/878), граф Арлю
- Гукберт (830—866), граф Трансюраської Бургундії
- Теутберга (835—875), дружина Лотара II, короля Лотарингії
- Ріхільда (д/н — бл. 883), дружина Бівіна, абата Горца, від яких пішла лінія Бургундських Бозоннідів (Бівінідів)